# 阿尔瓦拉德霍
阿尔瓦拉德霍，是西班牙卡斯蒂利亚-拉曼恰雷阿尔城省的一个市镇。 总面积49平方公里，总人口1531人（2001年），人口密度31人/平方公里。